# カダザン語
カダザン語（カダザン語: Kadazan Tangaa、英: Coastal Kadazan）はマレー・ポリネシア語派に属する言語である。話者はマレーシアのサバ州に居住するドゥスン族、カダザン族の人々である。

## 方言
- ペナンパング方言
- パパル方言
- サンダカン方言
- ラブック・キナバタンガン方言